# Proutia cornucervae
Proutia cornucervae — вид лускокрилих комах родини Psychidae. Відкритий у 2023 році.

## Етимологія
Видова назва походить від латинського cornu і cerva («ріг оленя»), що стосується форми вусиків.

## Поширення
Ендемік Південної Корея.

## Опис
Цей вид подібний до P. nigra Saigusa та Sugimoto, але його можна відрізнити за набагато темнішими крилами, які є чорнувато-коричневими, а пектинації вусиків подовжені та приблизно однакової довжини від базальних джгутиків до 9 джгутиків. Тоді як у P. nigra, крила дещо світліші, бурувато-чорні, а гвинти вусиків різко подовжуються до 7-го джгутика.